# Lloyd Cars
Die Lloyd Cars Ltd. war ein britisches Unternehmen aus Grimsby (Lincolnshire). Zwischen 1936 und 1939 sowie zwischen 1946 und 1950 wurden dort Automobile gebaut. Im Bereich Maschinenbau war es bis 1983 aktiv.

## Fahrzeuge
Der 350 war das Vorkriegsmodell. Ein Einzylinder-Zweitaktmotor von Villiers Ltd mit 347 cm³ Hubraum trieb das Fahrzeug an. Die Produktion erreichte angeblich 250 Fahrzeuge.
Der 650 wurde 1946 angekündigt. Die Karosserie des zweitürigen, viersitzigen Tourenwagens im Vorkriegsstil bestand aus Aluminiumteilen, die auf einer vernieteten Aluminiumstruktur verschweißt waren. Weitere Merkmale waren ein Zentralrohrrahmen mit Auslegern, Einzelradaufhängung vorne und hinten, sowie ein quer eingebauter Zweizylinder-Zweitaktmotor mit 0,65 l Hubraum, der eine Leistung von 17,5 bhp (12,9 kW) bei 2450 min−1 entwickelte. Die Motorkraft wurde über ein Dreiganggetriebe an die Vorderräder weitergeleitet. Der 3734 mm lange und 1295 mm breite Wagen hatte einen Radstand von 2362 mm und eine Spurweite von 1168 mm. Sein Gewicht lag bei 635 kg. Der Preis betrug 1948 480 Pfund. Zum Vergleich: Der Ford Anglia kostete als Limousine nur 293 Pfund, war allerdings nur nach einer Wartezeit verfügbar. Im Mai 1950 endete die Produktion. Es sollen 350 bis 400 Fahrzeuge entstanden sein.